# 妻みぐい
『妻みぐい』（つまみぐい）は、日本のゲームブランド・アリスソフトから2002年3月15日に発売されたアダルトゲームである。
本項では、2003年3月28日に発売された続編『妻みぐい2』および2016年1月29日に発売された『妻みぐい3』についても解説する。

## 妻みぐい

### リリース
『妻みぐい』はアリスソフトの「妻シリーズ」と呼ばれるシリーズの第1弾に当たる。本作は2002年3月15日にWindows端末に向けて発売された。価格設定は当時の美少女ゲームの価格帯の約3分の1の値段（2800円）となっていた。このような価格設定になったのは、プロデューサーのTADAがパソコンゲームの価格がつり上がる様子に違和感を抱き、当時の家庭用ゲーム機用ソフトで流行していた廉価版の販売をヒントにしたことに由来する。2010年10月1日には、『妻みぐい ボイス追加ダウンロード版』発売。2010年10月28日には、au専用ゲーム配信サイトの虹屋より、携帯電話向けのゲームアプリとしてもリリースされた。

### ストーリー
主人公の津崎悟は大学生で、同じマンションに住む未亡人の水森千穂に思いを寄せていた。なかなか千穂に踏み出す勇気を持てずにいた悟であったが、そのマンションに新たに移り住んできた人妻・蓮間香苗が彼の思いを汲み取り、悟は香苗から性的な手ほどきを受けることになる。そして香苗による調教の末、悟は憧れの千穂に近づいていく。

### システム
公式サイトでは「新感覚癒やし系人妻アドベンチャー」と題しているが、育成アドベンチャーあるいはシミュレーションゲームとしても分類される。プレイヤーは朝昼夜の3度主人公の移動先を選択し、時間制限として設定されている2週間後の引越し日までマンションの住人との会話イベントなどをこなしていく。その会話イベントや取得したアイテムを使って「らぶP」というポイントを獲得し、そのポイントを引き換えに昼限定で香苗からの調教を受けられるといったゲームシステムになっている。調教コマンドにはいくつかの項目が用意され、それぞれ繰り返すごとにレベルが上昇し調教シーンの内容は過激になっていく。その他コスチュームなどを利用することでもHシーンに変化をつけることができる。主人公にはテクニックや耐久力などのパラメータが用意されており、これらが悟が思いを寄せる千穂の攻略時に影響してくる。しかしながら、本作には千穂のエンディングに加え、香苗のエンディングも収録されており、両者には好感度のパラメータが用意されている。本作に収録されたCGイラストの大半はHシーンに割かれている。

### 登場人物
声優はダウンロード版のもの。
津崎 悟（つざき さとる）
本作の主人公であり、卒業間近の大学生、マンションで一人暮らしをしていたが、就職後は学生気分を払拭したいとの思いから転居を考えていた。奥手でうだつの上がらない性格。プレイヤーは名前を変更することができる。
水森 千穂（みずもり ちほ）
声 - 水純なな歩
悟の隣室の住人、20歳。結婚から1年未満のうちに夫に死に別れてしまい、亡き夫への想いを引きずっているが悟のことが気になっている側面もある。純情一途だが不器用な性格でもある。
蓮間 香苗（はすま かなえ）
声 - 野々村紗夜
千穂とは反対側の隣室に転居してきた人妻、31歳。結婚8年目で家事万能かつ温厚であるものの、抜けた部分もある。夫とは2人暮らしであるものの、他人からの愛情を欲している。後の「妻シリーズ」と、『戦国ランス』にも登場する。
大菊 ジュン（おおぎく ジュン）
悟の住むマンションの大家。マンションの2階でアダルトグッズ店を経営している。人の良い気さくなオヤジだが、ホモ疑惑を持たれている。悟のことをえらく気に入っており、転居しないようあれこれ画策する。
百田 六郎（ももた ろくろう）
悟の下の階の住人の一人。大学受験に6度も失敗し、7度目の受験に挑んでいる。両親を亡くし、長女の三琴と次女の九ノ美と一緒に生活している。学生時代に千穂の亡夫とは友人関係にあった。
百田 三琴（ももた みこと）
声 - 富樫ケイ
六郎の上の妹。彼女も大学受験を目指す浪人生。受験生にもかかわらず、兄の六郎と二人でアルバイトをして家計を支えている。守銭奴らしい一面はあるが、家族に対する情は厚い。千穂とは学生の頃に同級生で親しい間柄である。
百田 九ノ美（ももた このみ）
声 - 海老ゆめる
六郎の下の妹。人懐っこい性格の少女で悟をパパ、香苗をママと呼んで慕っている。
川村 なつめ（かわむら なつめ）
声 - 榛名れん
悟の下の階の住人。素性の分からない少女で、部屋に仕掛けを作っては悟を陥れたりするが、何かとプレゼントをくれたりもする。頭の上に人間の言葉を喋るカメのステファニーを乗せている。

### ゲームに対する反響
本作は、販売サイト「プロップ通販」の2002年の通期ランキングにて1位を獲得している。
美少女ゲーム雑誌『PC Angel』による読者アンケートでは、2002年3月号（1月末発売）の時点で3位、翌月号（2月末発売）は10位に位置している。同誌の調査による売上ランキングでは、発売直後の2002年6月号（集計期間：3月11日 - 4月10日）で1位を獲得している。『PC Angel』誌のライター・川元哲彦は「安価でありつつも充実した内容」と指摘し、周回プレイにも向いた作品になっているとした。また、同誌の2002年6月号では編集部推薦ソフトに選ばれており、ゲーム性やそのバランスについても評価されている。

### アダルトアニメ版
『妻みぐい』を原作とした内容となっており、ピンクパイナップルより『妻みぐい THE ANIMATION』のタイトルで発売。全3巻。出演声優名は非公開。Chance.0 はスペシャル先行版であり、百田三琴による進行で本編には登場しないシーン・予告編・キャラクター＆ストーリー内容の紹介が収録されている。また封入特典としてアリスソフト描き下ろしの特製マウスパッドがついている。
サブタイトル
- Chance.0 「わたしをcheckしてみる?」 - 2003年6月27日発売
- Chance.1 「わたしとえっち、してみる?」 - 2003年8月22日発売
- Chance.2 「わたしと恋、してみる?」 - 2003年11月28日発売

スタッフ
- 企画 - 織賀進
- エグゼクティブプロデューサー - かのひで
- 脚本 - ひまじん企画室
- キャラクターデザイン・総作画監督 - 舛舘俊秀
- エンディングテーマ：「パラレル」
  - 作詞：六ツ見純代、作曲：住吉中、歌：Millio

## 妻みぐい2

### 作品（第2作）
本作は『妻みぐい』の続編で、「妻シリーズ」と呼ばれるシリーズの第2弾に当たる。ジャンルは「新感寝取り系人妻アドベンチャー」と呼称が変わり、ヒロインは共に良き夫がいる人妻で彼女らと不倫関係になることが目的の前作よりもインモラルな内容となった。前作の好評を受け、女性キャラクターの台詞の一部には声優による音声が付いている。

### ストーリー（第2作）
前作から3年後、主人公の朝霧直人は大学の研究が認められアメリカへ行く予定になっていた。そんな折、幼い頃からの知り合いで憧れの女性であった岸原遙から1か月の間彼女の夫が経営するレストランのアルバイトの誘いを受ける。女に甘い直人はこれを受け、遥の元へ向かった。そこで再会した遥と人妻の香苗、魅力的な2人の女性の前に直人はいつもの女癖が出ようとしているのであった。

### 登場人物（第2作）
出演声優は非公開。
朝霧 直人（あさぎり なおと）
本作の主人公で大学生。いくつかの研究をしており、アメリカフロリダの大学へ1か月後に向かう予定になっていた。一見すると気の弱そうな男だが、女癖が悪い。
名前は姓名共に変更可能。
岸原 遙（きしはら はるか）
本作のヒロインで26歳。直人の幼馴染で「お姉ちゃん」と呼ばれるほど慕われていた。4年前に現在の夫の一馬と結婚し、2人暮らし。面倒見のよい姉御肌の性格。直人はよく叩かれている。
津崎 香苗（つざき かなえ）
前作からのヒロイン、34歳。前作の主人公の悟と再婚し、2児の母親となった。幸せな家庭を築いているはずであったが、家族のためにと仕事熱心な悟を尻目にまたもや女としての愛に飢える生活を送ることになる。
姓は悟に連動して変更可能。
岸原 一馬（きしはら かずま）
遥の夫。遥と結婚後にイタリアで料理修行して帰国したのち、住んでいるマンションの1階にイタリア料理のレストランを開店した。直人とは遥と付き合い始めた頃から知り合っており、直人に酒と女の何たるかを仕込んだ兄貴的存在。
津崎 悟
前作の主人公。香苗と結婚し、間に長男の夕（ゆう）と長女の美羽（みう）の子供を授かる。かつての無気力・気弱ぶりから変貌を遂げ、仕事熱心で家庭では良き父親と非の打ち所のない男になった。
名前は姓名共に変更可能。
水白 優樹（みずしろ ゆうき）
マンションの新しい住人。両親は海外出張しており、現在は一人暮らし。気弱な性格をしている。密かに香苗に想いを寄せているが、直人にあっさり見破られる。
大菊 ジュン
マンションの大家で、前作同様2階に自宅と兼用のアダルトグッズ店を経営している。人の良さも相変わらずで、臨時のアルバイトで雇った直人にかつて悟が住んでいた部屋を貸す。
百田 六郎
マンションの古株の住人で、実質的な管理人。晴れて大学受験に合格し、現在は大学生として過ごしている。長妹の三琴は家を出たため、現在は次妹の九ノ美と2人暮らし。
百田 九ノ美
六郎の妹。悟と香苗を慕っており、まだ赤ん坊の美羽の面倒を進んで見ている。
川村 なつめ
マンションの住人。相変わらずことごとくが不明の少女。

### スタッフ（第2作）
- プロデューサー - TADA
- キャラクターデザイン・原画 - ちょも山
- シナリオ - はちまん
- 音楽 - NEY

## 妻みぐい3

### 作品（第3作）
本作は『妻みぐい2』の続編で、『妻みぐい』の第3作目である。「妻シリーズ」と呼ばれるシリーズの第4弾に当たる。
2016年6月24日には、人気投票で上位に選ばれた組み合わせを題材とした、『妻みぐい3 純愛編』と『妻みぐい3 寝取られ編』がダウンロード限定販売された。

### ストーリー（第3作）
本編
主人公・夏樹明人は、勤務先の建物の改修に伴う形で与えられた1ヶ月の夏期休暇を利用して帰郷する。そこで彼を出迎えたのは兄嫁である海夕里と、母親のように接してくれた朝露砂夜子だった。明人は海夕里への愛を捨てきれず、とうとう告白してしまう。
純愛編
故郷を去ろうとした明人は砂夜子に引き留められる形で同棲する。
寝取られ編
海夕里は勤務先の診療所で、医師・吉沢英玄と浮気をする。英玄の息子である武雄はそれを見てショックを受け、知り合いの神野藍をいらだたせる。そのころ、藍の母・菫は明人と相思相愛の関係となり、子作りの儀式をすることになった。

### 登場人物（第3作）

#### 主人公
夏樹 明人（なつき あきと）
声 - かたつむり侍（アニメのみ）
本作の主人公。両親を亡くしており、兄・ 和人が唯一の肉親である。
愛する海夕里が和人と結婚したことにショックを受け、大学を中退して故郷を去った過去がある。

#### ヒロイン
夏樹 海夕里（なつき みゆり）
声 - 唯香
和人の妻で、明人の兄嫁にあたる。明人のことを愛している。診療所の看護師をしている。
朝露 砂夜子（あさつゆ さよこ）
声 - 和葉
スナック「珊瑚」のオーナーで、明人を幼少期からかわいがってくれた人物。
神野 藍（じんの あい）
声 - こたつみやこ
明人の幼なじみ。自分と母を置いて家を出た父を嫌っている。
神野 菫（じんの すみれ）
声 - 七ヶ瀬輪
藍の母で、明人の実家の近くの神社の神主を務めている。娘の藍を溺愛していることから、娘に近づく悪い虫に容赦なく、明人に対してもややきつく接する。

#### サブキャラクター
夏樹 和人（なつき かずと）
声 - 英会話学(1話) / 德井誠治(2話)（アニメのみ）
明人の兄で、海夕里の夫。
吉沢 武雄（よしざわ たけお）
声 - 芦久比剥巳（アニメのみ）
明人の実家のある田舎に引っ越してきた女たらしで、海夕里を狙っている。
野崎 博也（のざき ひろや）
和人、海夕里の大学時代の同級生で、和人とは勤務先も一緒である。海夕里に振られたが、あきらめきれずにいる。
酒井 豊（さかい ゆたか）
酒屋の店主。砂夜子の亡き夫・銀次の舎弟で、何かと彼女のことを気にかけている。
竜生 春義（たつき はるよし）
銀次の舎弟。夫婦げんかのため、息子の潤とともに豊の店に居候する。女好きであり、後家となった砂夜子に近づく。
竜生 潤（たつき じゅん）
春義の息子。砂夜子になつく一方、腹黒い面もある。
大菊 ジュン（おおぎく じゅん）
駄菓子屋の店主で、明人の世話になる。銀次とは顔見知り。
悟志
潤の同級生で、砂夜子を狙っている。
吉沢 英玄
武雄の父。診療所で医師をしている。

### スタッフ（第3作）
- ディレクター - 風麟
- 原画 - 黒田晶見（ちょも山）

### アダルトアニメ版（第3作）
10年ぶりのOVA第2弾である。『妻みぐい3』を原作とした内容となっており、ピンクパイナップルより『妻みぐい3 THE ANIMATION』のタイトルで発売。全2巻。
サブタイトル
- 妻みぐい3 THE ANIMATION #1 他人と堕落 - 2016年9月30日発売
- 妻みぐい3 THE ANIMATION #2 二人の気持ち - 2017年6月30日発売

スタッフ
- 原作 - 「妻みぐい3」（アリスソフト）
- 監督 - 雷火剣
- 企画 - ふじけん
- プロデューサー - 吉田小陰、本田P三
- キャラクターデザイン - 鈴木貴人(1・2)、呀龍(2)
- 脚本・演出助手 - 筋肉☆羅生門
- 絵コンテ - どしだ友昭(1)、サガリ眼鏡(2)
- 演出 - 寺野竜
- 作画監督 - 団千寿馬
- メインアニメーター - 小林まもる
- 色彩設計/色指定/仕上検査 - キナコマイスター
- 編集 - 新海コウキ
- 背景 - ANIFACTORY
- 音響監督 - 神戸港-RX
- アニメーション制作 - ティーレックス
- 製作 - ピンクパイナップル

## 関連商品

### アダルトビデオ版
『ギリギリモザイク 妻みぐい〜ゆまと穂花との共同生活』のタイトルで、エスワンより発売。千穂役は麻美ゆま、香苗役は穂花。DVD版は2007年3月7日、VHS版は2007年5月7日発売。

### 書籍
アリス妻づくし
妻しぼりを含む妻シリーズ3作をまとめたムック本。ピークスより2006年8月11日発売。